# 石雋
石雋（1936年8月22日—），台灣演員。本名張石華，生於天津，原籍河北文安。

## 生平
石雋畢業於國立岡山高級農工職業學校、台灣大學畜牧系（空軍官校飛行39期，後來轉學），曾任水電工程人員、化學檢驗員、研究助理等職，1966年在胡金銓力邀之下進入聯邦影業公司，初登螢幕便在《龍門客棧》（1967）擔綱男主角，次年再主演《俠女》（1970）一片，成為胡金銓導演班底。
1978年，他隨胡金銓赴南韓，拍攝《空山靈雨》、《山中傳奇》。1979年以《山中傳奇》入圍第16屆金馬獎最佳男主角，1982年以《大輪迴》獲第二十八屆亞太影展最佳男主角獎。現任「財團法人胡金銓導演文化藝術基金會」執行長，致力於胡金銓電影作品之保存及推廣。2012年，他獲頒第49屆金馬獎終身成就獎。2014年5月16日，因《龍門客棧》修復版入選坎城影展的「經典放映」單元，受邀出席第67屆坎城影展。

## 家庭
石雋已婚，育有一女。
父親，東北講武堂最後一期，直屬行政院物資供應局的（接收美軍二戰在關島的剩餘物資）青島辦事處擔任稽查室主任兼監護大隊的上校大隊長，曾任山東黃縣某警察局分局長，後進戴笠系統的特訓班第一期，學歷證明「中央警官學校特別警官班第一期」；舅父是承包水電。
六個兄弟姊妹，1949年從青島隨軍來台灣高雄。

## 演出作品
- 1967年《龍門客棧》
- 1970年《俠女》（上、下集）[3]
- 1970年《烈火》
- 1970年《龍城十日》
- 1970年《奪命金劍》
- 1972年《燕子李三》
- 1973年《黑道行》
- 1974年《古鏡幽魂》
- 1976年《刺客》
- 1977年《筧橋英烈傳》
- 1979年《空山靈雨》
- 1979年《山中傳奇》
- 1979年《龍城金密圖》
- 1980年《源》
- 1980年《玄機》
- 1980年《夜之祭》
- 1983年《大輪迴》
- 1984年《洪隊長》
- 1984年《聖戰千秋》
- 1985年《我是中國人》
- 1985年《箭瑛大橋》
- 1986年《小祖宗》
- 1989年《第一次約會》
- 1989年《感恩歲月》
- 1995年《紅柿子》
- 1996年《燒郎紅》
- 2002年《寒夜》（電視劇）
- 2003年《不散》[1]
- 2013年《基町公寓》（基町アパート），日本NHK広島放送局電視電影
- 2015年《刺客聶隱娘》[11]
- 2022年《大俠胡金銓》（紀錄片，本人為片中受訪者之一）

## 得獎紀錄
- 1982年─以《大輪迴》獲第二十八屆亞太影展最佳男主角獎。[1]
- 2012年─第49屆金馬獎「終身成就獎」[1]

## 外部連結
- 石雋 - 國家電影資料館 （页面存档备份，存于）
- 石雋在互联网电影资料库（IMDb）上的資料（英文）（英文）
- 石雋在香港影庫上的簡介
- 石雋在豆瓣上的资料（简体中文）
- 石雋在时光网上的簡介（简体中文）